# Conopyga metallescens
Conopyga metallescens är en fjärilsart som beskrevs av Felder 1861. Conopyga metallescens ingår i släktet Conopyga och familjen glasvingar. Inga underarter finns listade i Catalogue of Life.